# Leon Chatelain Jr.

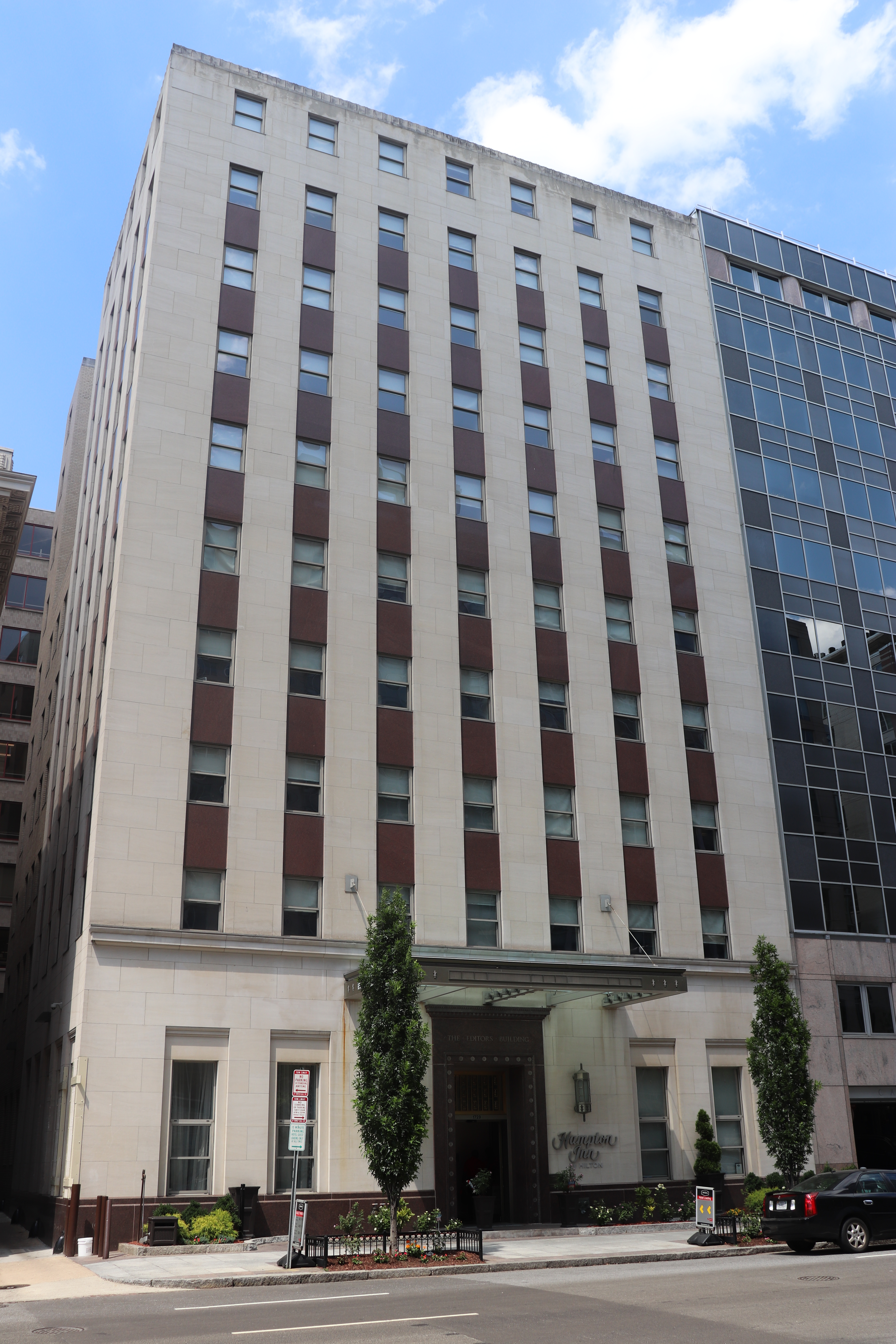
El Editors Building en Washington D. C., diseñado por Chatelain y completado en 1950.

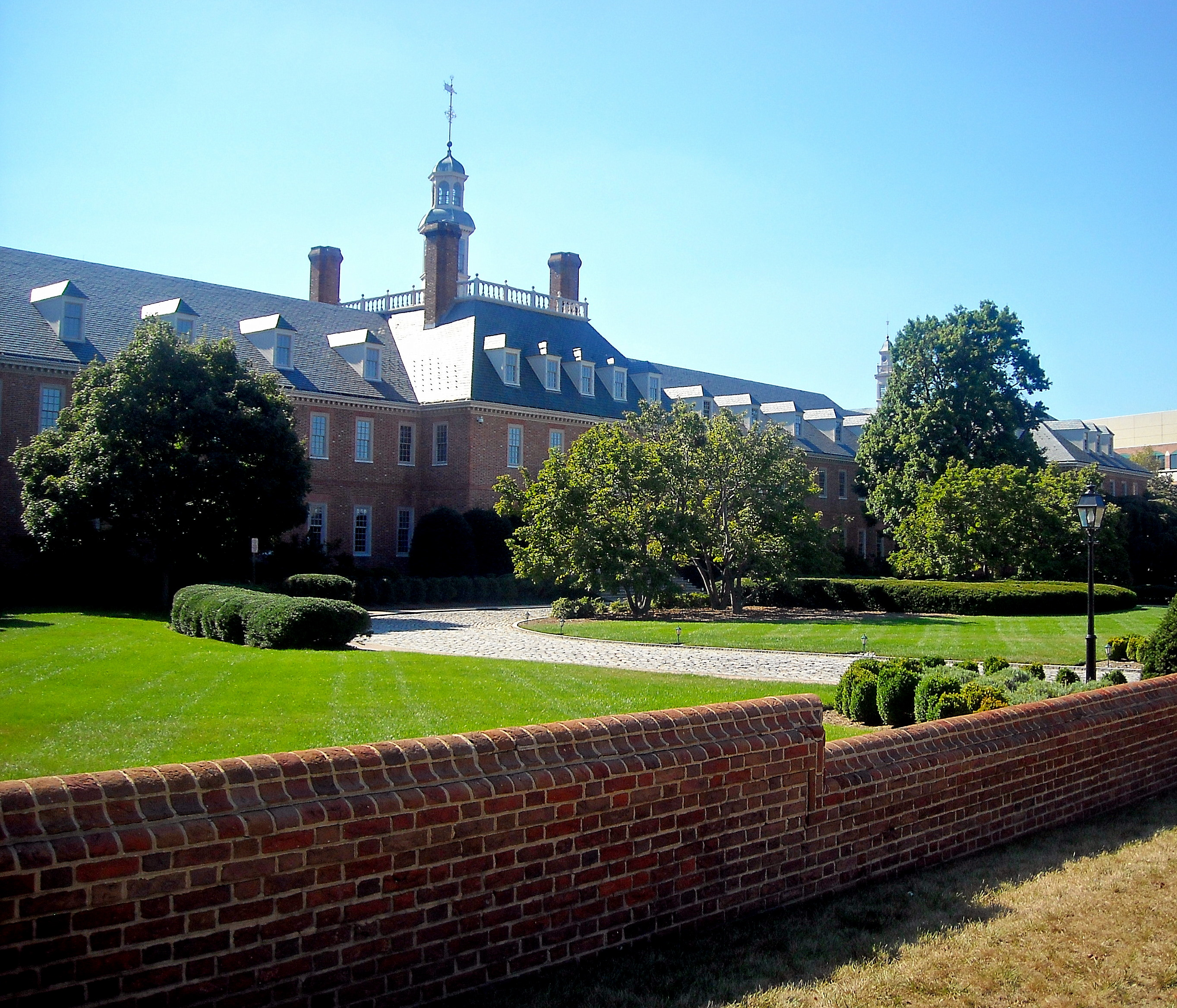
La sede en Washington D. C. de Equitable Life Insurance Company, más tarde Fannie Mae, diseñada por Chatelain, Gauger & Nolan y terminada en 1958.

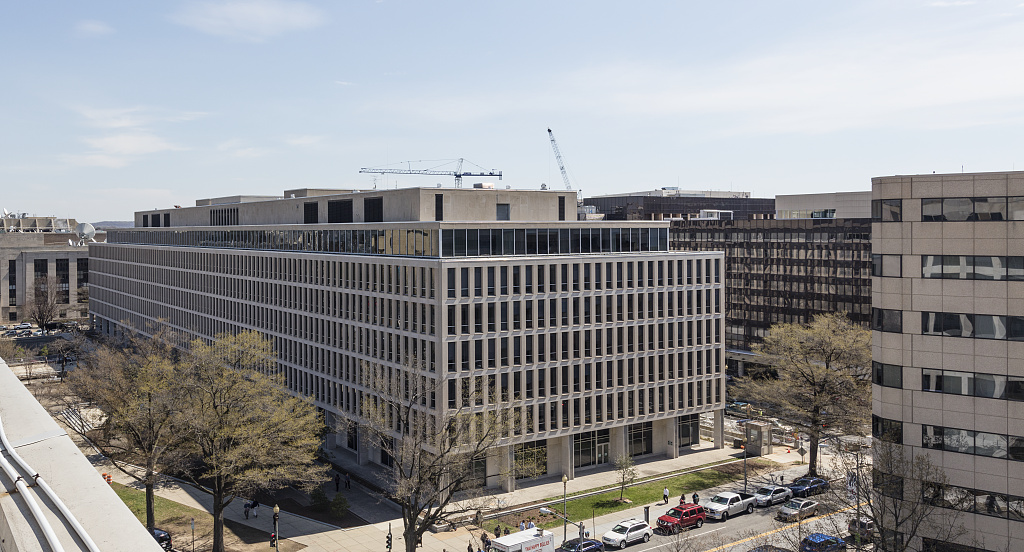
El edificio del Departamento de Educación Lyndon Baines Johnson en Washington D. C., diseñado por Chatelain, Gauger & Nolan y Faulkner, Kingsbury & Stenhouse y terminado en 1961.

Leon Chatelain Jr.  (8 de marzo de 1902-6 de mayo de 1979) fue un arquitecto estadounidense que ejerció en Washington D. C., de 1932 a 1974. De 1956 a 1958 fue presidente del Instituto Estadounidense de arquitectos.

## Biografía
Leon Chatelain Jr. nació el 8 de marzo de 1902 en Washington D. C.. Asistió a las escuelas públicas de Washington y tomó clases nocturnas en la Universidad George Washington, pero no se graduó. Trabajó para el arquitecto municipal Albert L. Harris y para Arthur B. Heaton y Philip M. Jullien antes de abrir su propia oficina en 1932. Durante los siguientes veinte años, Chatelain desarrolló una práctica amplia y diversa centrada en Washington. En 1956 formó una sociedad con los empleados Earl V. Gauger y James J. Nolan Jr. en la nueva firma Chatelain, Gauger & Nolan. Más tarde se les unió Edmund R. Purves como asociado. En 1970, la empresa se reorganizó como Chatelain, Samperton & Nolan con la jubilación de Gauger y la incorporación de John S. Samperton. En 1973, el hijo de Chatelain, León Chatelain III, se incorporó a la sociedad y en 1974 Chatelain padre se jubiló debido al deterioro de su salud.
Chatelain se unió al Instituto Estadounidense de arquitectos (AIA) en 1930 como miembro del capítulo de Washington. Se desempeñó como presidente del capítulo y en varios comités nacionales. En 1953 fue elegido miembro y tesorero en 1954. En 1956 fue elegido presidente, sucediendo a George Bain Cummings. Fue reelegido en 1957. Como presidente supervisó las celebraciones del centenario de la AIA.
Chatelain era muy conocido como defensor de las personas discapacitadas. Fue miembro del Comité Presidencial para el Empleo de los Discapacitados y presidió la Comisión Nacional sobre Barreras Arquitectónicas para la Rehabilitación de los Discapacitados, cuyo informe condujo directamente a la Ley de Barreras Arquitectónicas de 1968. También se desempeñó como presidente de Easterseals. Después de su muerte, en reconocimiento a su trabajo, Easterseals creó el Premio Leon Chatelain por su «liderazgo destacado en la promoción de entornos sin barreras para personas con discapacidades». Entre los destinatarios de este premio se encuentran los arquitectos Edward H. Matthei (1979) y Robert C. Broshar (1983).

## Vida personal
Chatelain se casó en 1945 con Mary Wysong. Tuvieron tres hijos, entre ellos Leon Chatelain III. Más tarde, Chatelain sufrió la enfermedad de Parkinson y murió el 6 de mayo de 1979 en Washington D. C. a la edad de 77 años.

## Legado
Dos edificios diseñados por Chatelain y sus asociados han sido incluidos en el Registro Nacional de Lugares Históricos de los Estados Unidos.

## Lista de obras arquitectónicas
- Washington Gas Building, 1100 H St NW, Washington D. C. (1940–41), diseñado en asociación con Jarrett C. White.[4]
- Sede de la compañía telefónica, Washington D. C. (1948) [4]
- Iglesia Congregacional Westmoreland, 1 Westmoreland Cir NW, Bethesda, Maryland (1948) [4]
- Editors Building, 1729 H St NW, Washington D. C. (1949–50, NRHP 2015) [4]
- McDonough Gymnasium, Universidad de Georgetown, Washington D. C. (1950–51) [4]
- Sede de la Equitable Life Insurance Company, 3900 Wisconsin Ave NW, Washington D. C. (1956–58, NRHP 2019) [4]
- Sede de Associated General Contractors of America, 1957 E St NW, Washington D. C. (1958, demolido) [4]
- Sede de la Asociación Estadounidense de Camioneros, 1616 P St NW, Washington D. C. (1960) [4]
- Edificio del Departamento de Educación Lyndon Baines Johnson, 400 Maryland Ave SW, Washington D. C. (1959–61),  diseñado en asociación con Faulkner, Kingsbury & Stenhouse. [5]
- Sede de la FDIC, 550 17th St NW, Washington D. C. (1961–63), diseñado en asociación con Perkins & Will. [5]
- Edificio telefónico, Washington D. C. (1964) [6]
- Centro de datos Fairland, 13101 Columbia Pk, Silver Spring (Maryland) (1966) [6]
- Edificio Suffridge, 1775 K St NW, Washington D. C. (1969) [6]
- Academia Nacional de Seguridad y Salud Minera de los Estados Unidos, 1301 Airport Rd, Beaver, Virginia Occidental (1972–76) [1]